# A titokzatos pop-up bár
A titokzatos pop-up bár (hangul: 쌍갑포차, Szanggapphocsha, handzsa:  雙甲布車, RR: Ssanggappocha; angol címén: Mystic Pop-up Bar) 2020-ban bemutatott koreai dorama, melyet eredetileg a JTBC csatorna vetített, majd a Netflix is megvásárolt. A sorozat az azonos című webes képregény alapján készült.

## Cselekmény
Han Gangbe (Han Gang-bae) árvaként nőtt fel, az árvaházban „elátkozott gyereknek” nevezték, mert aki csak megérintette (vagy akit ő érintett meg), az minden titkát és gondolatát elárulta neki azonnal. A fiú felnőve egy áruház ügyfélszolgálatán dolgozik és megpróbál elkerülni minden fizikai érintkezést. Egy nap véletlenül összefut Voldzsu (Wolju)val, aki egy phocshát (phochát), azaz sátras mobilétkezdét üzemeltet és meglehetősen összeférhetetlen természetű, vérmes nő. Gangbe (Gangbae) érintése „nem működik” rajta, és ez felkelti a fiú érdeklődését. Voldzsu (Wolju) valójában több mint 500 éve meghalt, múltbéli bűneiért azzal kell vezekelnie, hogy százezer ember haragját, neheztelését vagy súlyos bánatát kell megoldania az álmaikba férkőzve. Már csak néhány eset van hátra a kvótájából, de sürgeti a határidő, ezért Voldzsu (Wolju) ráveszi Gangbét (Gangbae-t), hogy dolgozzon nála részmunkaidőben és különleges képességével segítsen neki olyan személyeket találni, akiknek a súlyos problémáit megoldhatják álmukban. 

## Szereplők
- Hvang Dzsongum (Hwang Jung-eum ): Voldzsu (Wolju), az étkezde tulajdonosa; sámánnő lányaként született a Csoszon (Joseon)-korban, különleges képessége, hogy be tud férkőzni emberek álmaiba és ott segíteni megoldani a gondjaikat. Szerelembe esett a koronaherceggel, azonban a királyné nem tűrte a kapcsolatukat és egy bérgyilkos megölte Voldzsu (Wolju) anyját. Voldzsu (Wolju) felakasztotta magát a Szent Fára, ezzel megtörve annak varázserejét és szenvedést okozva sok embernek. Ezért kell vezekelnie 500 évig.
- Juk Szongdzse (Yook Sung-jae ): Han Gangbe (Han Gang-bae); érintésére az emberek elmondják őszinte (és így sokszor igen bántó) gondolataikat, ezért kerüli mások társaságát és magányosan él.
- Cshö Vonjong (Choi Won-young ): Kü (Gwi) nyomozó; a Túlvilági Rendőrség tisztje, aki otthagyta állását, hogy Voldzsu (Wolju)nak segítsen teljesíteni a kvótát; a rendőrségnél a feladata az ártó szellemek vadászata volt. Valójában ő I Hon (Yi Heon) koronaherceg.
- Pak Siun (Park Si-eun): fiatal Voldzsu (Wolju)
- Szong Gonhi (Song Geonhui): fiatal I Hon (Yi Heon) koronaherceg
- Csong Da-eun (Jung Da-eun): Kang Jorin (Gang Yeo-rin) tehetséges harcművész, aki testőrként dolgozik, de Voldzsu (Wolju)ék egyik ügye miatt elveszíti az állását és abban az áruházban lesz biztonsági őr, ahol Gangbe (Gangbae) is dolgozik. Ő is magányos, minden férfi menekül tőle. A mágikus tulajdonságokkal bíró ősi Cinóberkő emberi reinkarnációja.
- Jom Hjeran (Yeom Hye-ran ): Jomnadevang (Yeomra-daewang), az Alvilág istene (itt istennője)
- I Dzsunhjok (Lee Jun-hyeok): Jom (Yeom) osztályvezető, a Túlvilág egyik hivatalnoka, aki Voldzsu (Wolju)t is felügyeli; halála előtt Kim Dzsin (Kim Jin) nemesúr volt, a koronaherceg tanítója

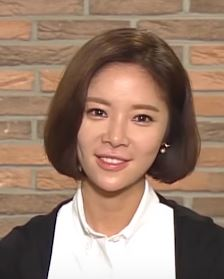
Hvang Dzsongum (Hwang Jung-eum )
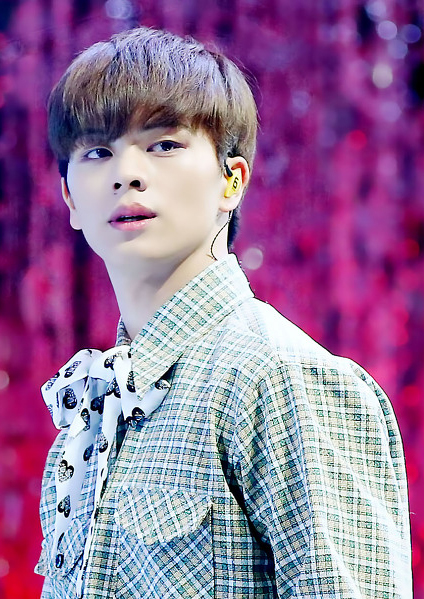
Juk Szongdzse (Yook Sung-jae )
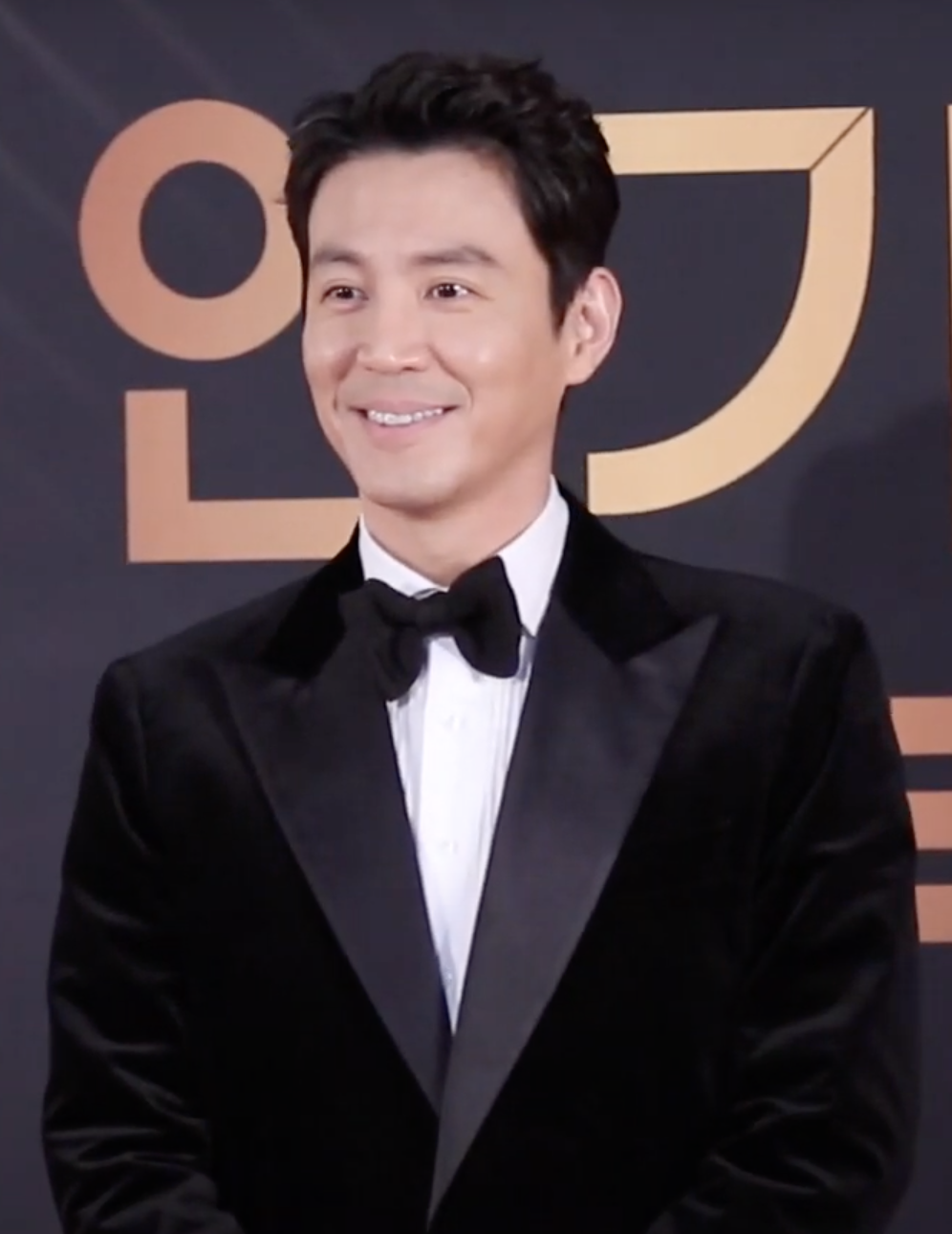
Cshö Vonjong (Choi Won-young )